# Елфимово (Новосибирская область)
Елфимово — деревня в Болотнинском районе Новосибирской области. Входит в состав Ачинского сельсовета.

## География
Площадь деревни — 36 гектар

## История
Основана в 1776 г. В 1926 году деревня Елфимовская состояла из 163 хозяйств, основное население — русские. В составе Ачинского сельсовета Болотнинского района Томского округа Сибирского края.

## Население
| 2002 | 2007 | 2010 |
| ---- | ---- | ---- |
| 174  | ↘153 | ↗154 |

## Инфраструктура
В деревне по данным на 2007 год функционируют 1 учреждение здравоохранения, 1 образовательное учреждение.